# 森田璃空
森田 璃空（もりた りく、2006年10月27日 - ）は、日本の俳優、歌手、ダンサー。ダンスボーカルユニット「Lienel」のメンバー。大阪府出身。スターダストプロモーション新人部所属。

## 略歴
2022年5月にEBiDAN加入後、EBiDAN OSAKAにて活動。同年夏より行われた『EBiDAN AUDITION 2022』を勝ち抜き、2023年4月29日に『EBiDAN THE PARADE 2023 SPRING』にてLienelとして結成とデビューを発表し、同月30日に1stシングル『LOVE Communication』を配信リリース。

## 人物
- 趣味はギター、キャップトリック、サイクリング [5]。
- 特技はダンス（ヒップホップ、ロック、ブレイク）[5]。
- 憧れの先輩はM!LKの佐野勇斗[6]。
- 4歳からダンスの経験があり、発表会でステージに立って踊るたび楽しく、いつも応援をしてくれている家族に恩返しをしたい思いでオーディションを受けた[7]。

## 出演

### ドラマ
- 「ひとりでしにたい」第2話（2025年6月28日、NHK総合） - 夏目勇仁 役[8]

### 舞台
- 『ガラスの仮面』3週連続作中劇【sideB】ダンス公演 「ジュリエット‐5days‐」（2022年12月2日 - 4日、アカルスタジオ）- ロミオ 役[1]
- 『あの日々に最高の花束を』（2025年1月22日 - 1月28日、赤坂 RED/THEATER ）- 六田青葉 役
- 朗読劇『ネコたん！弐 ぷらす 〜猫町怪異奇譚〜』仮面遊戯殺猫事件（2025年6月21日、あうるすぽっと） - 灰呂流依 役[9][10]